# Lamborghini LM002

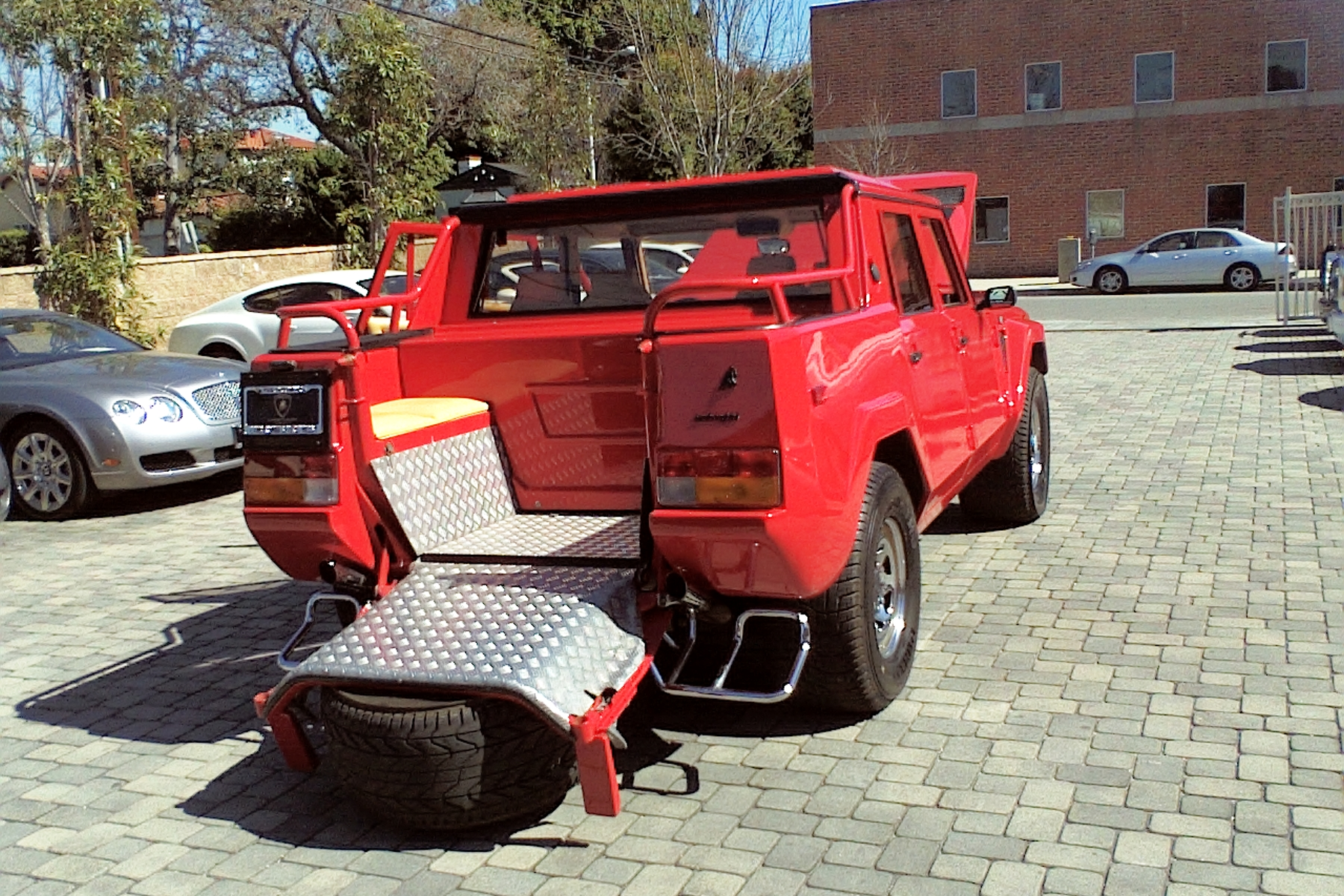
Geöffnete Heckpartie des LM002

Der Lamborghini LM002 ist ein Geländewagen des italienischen Automobilherstellers Lamborghini. Er wurde von 1986 bis 1993 produziert.

## Vorgeschichte
Er war das Resultat eines Auftrags des US-Unternehmens Mobility Technology International an Lamborghini, einen Jeep-Nachfolger für die US Army zu entwickeln. So entstand 1977 der Prototyp mit dem Namen Cheetah, ausgestattet mit einem V8-Motor von Chrysler. Mobility Technology International nahm mit diesem Fahrzeug an einer Ausschreibung der US-Armee teil, unterlag jedoch dem High Mobility Multipurpose Wheeled Vehicle (HMMWV) von AM General, so dass das Projekt vorerst begraben wurde. Das Fahrzeug selbst wurde bei diesen Vergleichstests in der Wüste Kaliforniens zerstört.

## Entwicklung
Nach der Übernahme Lamborghinis durch Patrick Mimran im Jahr 1980 wurde das Projekt zum Bau eines Geländewagens wieder neu gestartet. Man erhoffte sich für das Fahrzeug einen guten Absatz in Saudi-Arabien.
1981 wurde der Prototyp LM001 fertiggestellt, noch mit einem 5,7-Liter-V8-Motor der American Motors Corporation. Bereits im Folgejahr wurde der Prototyp LMA auf dem Genfer Auto-Salon mit dem 4,8-Liter-V12-Motor mit 276 kW (375 PS) aus dem Lamborghini Countach LP500S vorgestellt.
Die Serienproduktion des LM002, mit dem gleichen Motor wie der LMA ausgestattet, startete 1986.
Ein geplanter LM003 mit einem 3,0-Liter-Turbodieselmotor wurde noch in der Planungsphase verworfen, ein LM004 mit einem 7,3 Liter großen V12-Motor wurde 1984 zwar gebaut, er blieb jedoch ein Einzelstück.
1985 wurde der LM002 mit einem größeren Motor ausgestattet. Er erhielt den 335 kW (455 PS) starken V12-Motor mit 5,2 Liter Hubraum aus dem Lamborghini Countach LP5000S QV.
Nach einem Test der Zeitschrift auto motor und sport fährt sich der Wagen „hervorragend im Gelände“, verbraucht dafür aber zwischen 25,7 und 42,0 Liter auf 100 km.
Insgesamt wurden 301 Fahrzeuge verkauft.

## Karosserie

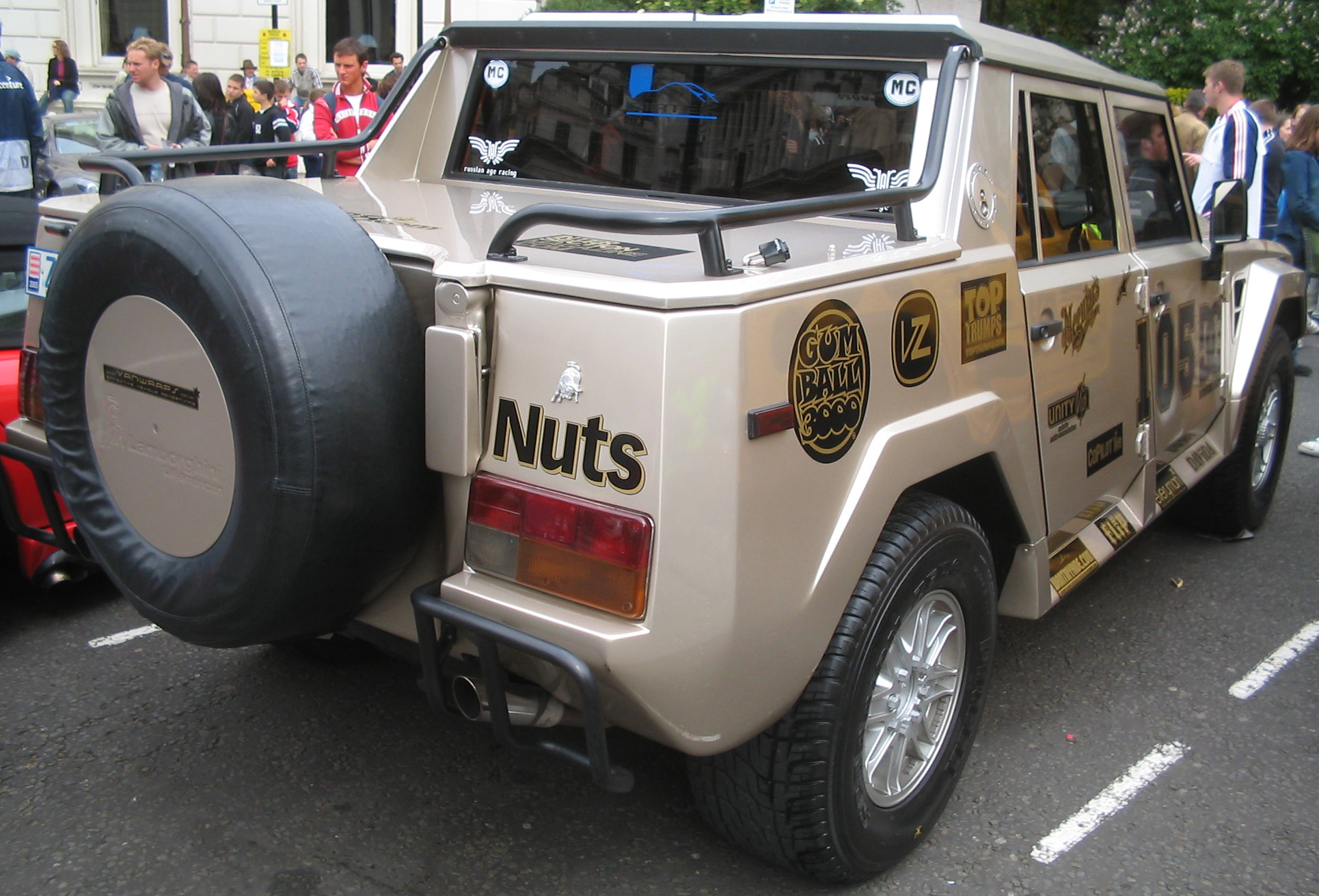
Ein Lamborghini LM002 bei der Gumball 3000

Die Karosserie des LM002 hebt sich von den seinerzeit üblichen Gestaltungsformen für Geländewagen ab. Beim Design vermissen viele Beobachter den Feinschliff; auto motor und sport nannte es 1987 „grobschlächtig“; das Auto sei eine „barbarisch gestaltete Wüstenlimousine“. Mit einer Höhe von 1,85 m und einer Breite von mehr als 2,00 m zählt der LM002 zu den größten Geländewagen; der amerikanische Hummer H1 (die zivile Variante des HMMWV) oder ein Chevrolet Suburban beispielsweise sind allerdings noch größer. Statt eines Kofferraums hat der LM002 eine kleine Ladefläche, die jedoch durch einen Einsatz auch als Kofferraum genutzt werden kann.
Das Platzangebot auf den Vordersitzen ist trotz der Fahrzeugbreite wegen der sehr breiten Mittelkonsole eher beengt. Auch hinten hat der LM002 nur zwei Sitzplätze. Der Innenraum ist mit hochwertigen Materialien versehen.

## Sonderumbau für den Sultan von Brunei

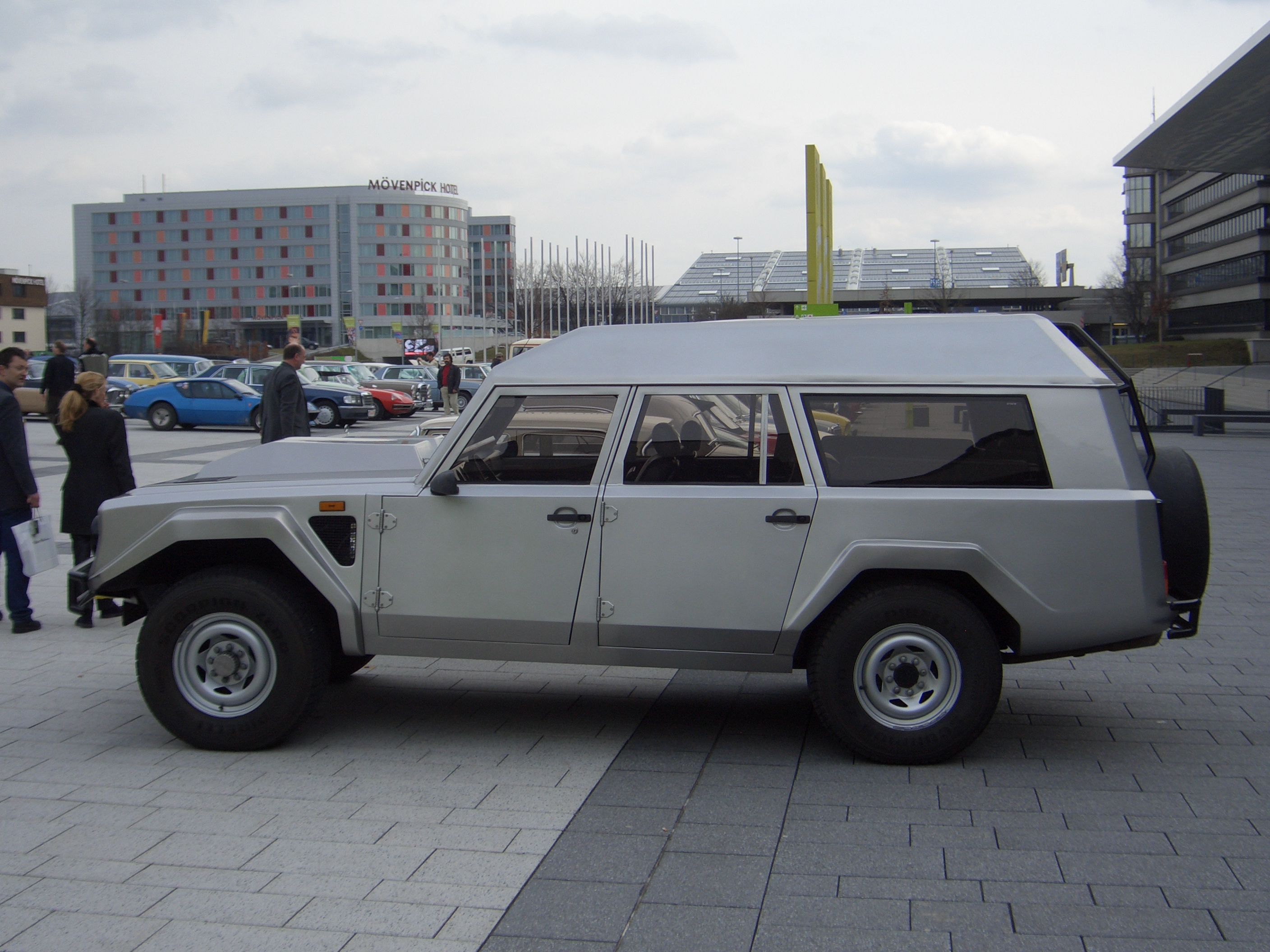
LM 002 des Sultans von Brunei

1989 wurde vom Turiner Karossier Salvatore Diomante auf Bestellung des Sultans von Brunei eine Umbauversion mit verlängerter, zehnsitziger Kombi-Karosserie und Luxus-Innenausstattung als Einzelstück gefertigt.

## Fahrleistungen
Trotz seines hohen Leergewichts von 2700 kg beschleunigt der LM002 mit dem 335-kW-Motor in nur 8,2 Sekunden von 0 auf 100 km/h und erreicht eine Höchstgeschwindigkeit von 223 km/h. Mit diesen Fahrleistungen war er viele Jahre der schnellste Geländewagen der Welt.

## Nachfolgemodell
Zum LM002 gibt es weder ein in Serie produziertes unmittelbares Vorgänger- noch ein unmittelbares Nachfolgemodell. Auf der Basis des 2012 im Volkswagenkonzern mit Modellen der Marken Audi, Bentley, Porsche und Volkswagen etablierten Modularen Baukastensystems für Personenkraftfahrzeuge mit Längsmotorkonfiguration, dem Modularen Längsbaukasten (MLB), Spezifikation MLB-Evo, entwickelte Lamborghini ein Sport Utility Vehicle (SUV) namens Urus – ein archaisches Synonym für Auerochse.
Die Urus-Studie wurde am 23. April 2012 auf der Beijing International Automotive Exhibition erstmals der Öffentlichkeit präsentiert. Der Lamborghini Urus kam 2018 auf den Markt. Angestrebt wurde eine Jahresproduktion von 3000 Fahrzeugen.